# Caleb Cushing
Caleb Cushing (Salisbury, 17 de janeiro de 1800 – Newburyport, 2 de janeiro de 1879) foi um advogado, diplomata e político estadunidense. Cushing serviu como membro da Câmara dos Representantes por Massachusetts de 1835 a 1843 e depois 23º Procurador-Geral dos Estados Unidos a partir de 1853 até 1857 durante a presidência de Franklin Pierce. Além disso, ele também atuou como embaixador na China em 1844 e na Espanha de 1874 a 1877.

## Biografia
Foi um político e diplomata democrata americano que serviu como congressista de Massachusetts e procurador-geral no governo do presidente Franklin Pierce. Ele foi um ávido defensor da expansão territorial e comercial, especialmente no que se refere à aquisição do Texas, Oregon e Cuba. Ele acreditava que ampliar a esfera estadunidense cumpriria "o grande destino reservado para esta exemplar República americana". Cushing garantiu o primeiro tratado americano com a China, o Tratado de Wangxia de 1844; deu a mercadores americanos direitos de comércio em cinco portos chineses. Após a Guerra Civil, Cushing negociou um tratado com a Colômbia para dar aos Estados Unidos o direito de passagem para um Canal Transoceânico. Ele ajudou a obter um acordo favorável para as Reivindicações do Alabama e, como embaixador na Espanha em 1870, desarmou o problemático Caso Virgínio, uma disputa diplomática que ocorreu de outubro de 1873 a fevereiro de 1875 entre os Estados Unidos, o Reino Unido e a Espanha (então no controle de Cuba), durante a Guerra dos Dez Anos. Virginius era um veloz navio americano contratado por rebeldes cubanos para desembarcar homens e munições em Cuba para atacar o regime espanhol de lá. Foi capturado pelos espanhóis, que queriam julgar os homens a bordo (muitos dos quais eram cidadãos americanos e britânicos) como piratas e executá-los. Os espanhóis executaram 53 dos homens, mas pararam quando o governo britânico interveio.

## Trabalhos
- History and Present State of the Town of Newburyport, Mass. (1826)
- Review of the late Revolution in France (1833)
- Reminiscences of Spain (1833);
- Oration on the Growth and Territorial Progress of the United States (1839)
- Life and Public Services of William H. Harrison (1840)
- The Treaty of Washington (1873)